# NGC 1027
NGC 1027 je otvoreni skup (vrsta III2p) u zviježđu Kasiopeji.

## Vanjske poveznice
- SEDS: NGC 1027